# Greyzone – No Way Out
Greyzone – No Way Out (Originaltitel in Dänemark: Greyzone, in Schweden: Gråzon) ist eine dänisch-schwedisch-deutsche Thriller-Fernsehserie von 2018, in der es um eine Frau geht, die von Terroristen für Anschlagsvorbereitungen benutzt wird, während diese ihren jungen Sohn als Geisel halten.

## Handlung
Bei einer Polizeikontrolle eines aus Deutschland über Dänemark eingereisten, verdächtigen Lkw in Göteborg kommt es zu einer Schießerei, bei der der Beifahrer und ein Zöllner sterben und der Fahrer angeschossen flüchten kann. Die schwedische Sicherheitspolizistin Eva Forsberg entdeckt in dem Lkw einen von zwei aus NATO-Beständen in Griechenland gestohlenen Flugabwehr-Sprengköpfen. Schwedischer und dänischer Geheimdienst kooperieren bei den Ermittlungen und der Suche nach dem Fahrer und dem zweiten Sprengkopf. Aus ihrer Sicht besteht die Gefahr eines Terroranschlags in Skandinavien. Forsbergs neuer Kollege, der PET-Offizier Jesper Lassen, nutzt einen seiner alten Kontaktleute, einen Imam, zum Auffinden des flüchtigen Fahrers. Nachdem der Fahrer den Ermittlern in Kopenhagen knapp entwischt ist, wird er erdrosselt, der Imam wird anderenorts vom Anführer der Terroristengruppe, Al-Shishani, erstochen. Der Tod des Imams stürzt Jesper in einen Gewissenskonflikt, während Ermittlungen ergeben, dass der Fahrer aus Tschetschenien stammt.
Unterdessen begegnet Victoria Rahbek, Entwicklungsleiterin der auf Drohnen-Steuerungssysteme spezialisierten Stockholmer Firma SparrowSat, bei einer Vortragsreise in Frankfurt am Main ihrem Ex-Kommilitonen Iyad Adi Kassar. Als sie ihn danach in ihrer Kopenhagener Wohnung empfängt, wird sie von ihm überwältigt und – unter Androhung, das Leben ihres jungen Sohns Oskar zu gefährden – von ihm dazu gezwungen, ihm Arbeitsmaterial aus ihrer Firma zu stehlen und Informationen über das Steuerungssystem zu geben. Auch unter Nutzung von Überwachungskameras hält Iyad Victoria und Oskar in ihrer Wohnung fest. Ein Fluchtversuch von Victoria endet erfolglos, da sie von einem Komplizen Iyads gestoppt wird.
Indes stoßen die Ermittler anhand von Flugdatenauswertungen auf eine Verbindung zwischen dem Lkw-Fahrer und Victoria, denn beide sind zwischen Kopenhagen und Stockholm kürzlich viermal je Richtung im selben Flugzeug geflogen. Nach Auswertung der Smartphone-Daten des Fahrers verfolgen die Ermittler die Spur eines ISO-Containers, den sie in Schweden leer entdecken und in dem offensichtlich bis vor wenigen Stunden der zweite Sprengkopf transportiert wurde. Nachdem Jesper Victoria eigenmächtig einen Erkundungsbesuch abgestattet hat, lernt Eva Umstände aus Jespers Vergangenheit kennen, woraufhin sie ihm zustimmt, Victoria zu observieren. Für die Ermittler ist bald klar, dass die Geiselnehmer mit Victorias Hilfe einen Anschlag mit Drohnentechnologie planen, und dass Iyad im Auftrag von Al-Shishani arbeitet, einen der weltweit meistgesuchten Terroristen. Die Beamten beschließen, Victoria nicht aus ihrer misslichen Lage zu befreien, sondern sie als vorübergehende Agentin anzuwerben, um die Kriminellen zu überführen und den Anschlag zu verhindern. In Oskars Kindergarten geben sie ihr insgeheim Instruktionen. Entsprechend instruiert, installiert sie ohne Iyads Wissen eine Abhörsoftware auf seinem Handy.
Bei einer abermaligen Reise nach Stockholm möchte Victoria in Iyads Auftrag aus dem Firmengebäude von SparrowSat eine bestimmte Version der Software stehlen, die zur Drohnensteuerung dient. Ihre Kollegin Linda überrascht sie jedoch, entwendet ihr misstrauisch die externe Festplatte mit der Software und begibt sich damit nach Hause. Um zu vereiteln, dass Victorias Betrug bei ihrer Firma auffällt, lassen Al-Shishani und Iyad Linda töten. Obwohl in direkter Nähe zum Tatort, verhindern die Ermittler den Mord nicht, um die Leben von Victoria und Oskar nicht zu gefährden. Der Mord erschüttert Victorias Vertrauensverhältnis zu den Ermittlern schwer, sodass sie befürchten, Victoria arbeite nicht mehr in ihrem Sinne. Eine Polizeipsychologin befürchtet gar das Stockholm-Syndrom bei Victoria.
Iyad reist mit Victoria und Oskar zu einer Ferienanlage, wo sie für ihn die Drohnensteuerungssoftware fertig installiert. Vergeblich hoffen die Ermittler darauf, bei dieser Gelegenheit den Standort der Drohne zu erfahren. Bei der näheren Untersuchung von Iyads Vergangenheit entdecken Eva und Jesper ein fragwürdiges Verhalten von Lars Björklund, dem Major beim schwedischen Militärischen Nachrichten- und Sicherheitsdienst, der die Ermittlungen koordiniert. Danach erfahren die Ermittler in einer Videokonferenz, dass Iyads schwedische Frau und der gemeinsame Sohn einst als Kollateralopfer bei einem US-Drohnenangriff in Jordanien starben. Parallel zu dieser Konferenz sind sich Victoria und Iyad inzwischen so nahegekommen, dass sie Sex miteinander haben.
Die Ermittler verschaffen sich insgeheim Zugang zu der Wohnung von Iyads Komplize Claes und bemächtigen sich dabei der Daten seines Computers. Daraus geht ein Treffen von hochrangigen skandinavischen Verteidigungspolitikern im Innenstadtbereich als mögliches Anschlagsziel hervor, weshalb der Termin für das Treffen umgehend verschoben wird. Da das Eindringen der Einsatzkräfte in die Wohnung nicht unbemerkt bleibt, ändern die Terroristen ihren Plan. Neues Angriffsziel ist das Kopenhagener Reichskrankenhaus. Während Al-Shishani und Iyad mit Victoria und Oskar unterwegs zum Startort der Drohne sind, hinterlässt Victoria der Polizei einen Hinweis, damit diese ihr folgen kann.
Die Ermittler können aber nicht mehr verhindern, dass die Terroristen die Drohne, bestückt mit dem zweiten Sprengkopf, von einem abgelegenen schwedischen Gehöft aus starten. Al-Shishani beauftragt Iyad daraufhin mit der Ermordung von Victoria und Oskar, um keine Zeugen zu hinterlassen. Iyad jedoch erschießt stattdessen Claes und lässt die beiden flüchten. Kurz danach schlägt die Drohne in dem Gehöft ein und tötet alle übrigen Terroristen. Iyad, der zuvor das Krankenhaus als Anschlagsziel kritisiert hatte, hatte offensichtlich die Koordinaten so geändert, dass die Drohe im Kreis fliegt.
Eva stellt schließlich Björklund zur Rede und beschuldigt ihn, Iyads ihm wohlbekannte Vergangenheit aus Karrieregründen vertuscht und damit dem geplanten Verbrechen Vorschub geleistet zu haben. Björklund jedoch ist sich keiner Schuld bewusst.

## Entstehung
Showrunner und Produzent Rasmus Thorsen entwickelte zusammen mit der dänischen Produktionsfirma Cosmo Film die Geschichte, die von der Idee ausging, die Angst vor Terrorismus zu erforschen, zusammen mit dem Drehbuchautor Oskar Söderlund. Sie holten sich für die Konzeption der Geschichte die Hilfe des skandinavischen Psychiaters Michael Bruun, der Erfahrung als Verhandler bei einer Geiselnahme in Somalia mitbrachte, und des früheren Einsatzleiters des dänischen Geheimdienstes PET, Frank Jensen.
Bei der Serie handelt es sich um eine internationale Koproduktion, bei der Cosmo Film mit dem britischen Fernsehsendernetzwerk ITV, dem norwegischen Rundfunk, den schwedischen Sendern TV4 und C More sowie dem deutschen Sender ZDFneo kooperierte.
Thorsen bezifferte die Kosten für die zehn Episoden in einem Interview auf 10 Millionen Euro.
Die Dreharbeiten begannen am 13. Juni 2017 und waren für eine Dauer bis Dezember 2017 geplant. Zu den Hauptdrehorten gehörten Kopenhagen, Stockholm und Frankfurt am Main.

## Besetzung und Synchronsprecher
| Figur                 | Darsteller               | Deutscher Sprecher    | Rolle                                                                             |
| --------------------- | ------------------------ | --------------------- | --------------------------------------------------------------------------------- |
| Victoria Rahbek       | Birgitte Hjort Sørensen  | Simona Pahl           | Dänin, Entwicklungsleiterin einer Stockholmer Firma für Drohnen-Steuerungssysteme |
| Iyad Adi Kassar       | Ardalan Esmaili          | Oliver Böttcher       | Schwedisch-syrischer Terrorist, Ex-Kommilitone von Victoria Rahbek                |
| Jesper Lassen         | Joachim Fjelstrup        | Nils Rieke            | Offizier des dänischen Geheimdienstes PET                                         |
| Eva Forsberg          | Tova Magnusson           | Dagmar Dreke          | Beamtin der schwedischen Sicherheitspolizei                                       |
| Henrik Dalum          | Lars Ranthe              | Volker Hanisch        | Einsatzleiter des dänischen Geheimdienstes PET                                    |
| Lars Björklund        | Johan Rabaeus            | Wolf Frass            | Major beim schwedischen Militärischen Nachrichten- und Sicherheitsdienst          |
| Oskar Rahbek Lindsbye | Virgil Katring-Rasmussen | Hannes Deinhardt      | Sohn von Victoria Rahbek                                                          |
| Linda Laaksonen       | Karin Franz Körlof       | Kristina von Weltzien | Arbeitskollegin von Victoria Rahbek                                               |
| Al-Shishani           | Kida Khodr Ramadan       | Kida Khodr Ramadan    | Anführer der Terroristengruppe                                                    |

## Veröffentlichung
Die originalsprachliche Erstveröffentlichung zumindest der ersten Episode erfolgte am 22. Februar 2018 durch den skandinavischen Pay-TV- und Video-on-Demand-Anbieter C More. Beginnend drei Tage später, am 25. Februar 2018, strahlte der dänische Sender TV 2 die Serie in wöchentlichem Rhythmus im Fernsehen aus.
Deutsch synchronisiert war die komplette, 10-teilige Staffel ab dem 13. September 2018 für das Streaming in der ZDFmediathek verfügbar. Ab demselben Tag strahlte zudem das ZDFneo die Serie in Doppelfolgen im Abendprogramm aus.

## Episodenliste
| Nr. | Originaltitel  | Erstausstrahlung (TV 2) | Deutscher Titel   |
| --- | -------------- | ----------------------- | ----------------- |
| 1   | En aftale      | 25. Februar 2018        | Die Vereinbarung  |
| 2   | Første mission | 4. März 2018            | Die erste Mission |
| 3   | Hjemkomst      | 11. März 2018           | Oskar             |
| 4   | En chance      | 18. März 2018           | Der Code          |
| 5   | Rekrutteret    | 25. März 2018           | Kontakt           |
| 6   | Dobbelagent    | 1. April 2018           | Doppelagent       |
| 7   | Ofret          | 8. April 2018           | Zugriff           |
| 8   | Overlevelse    | 15. April 2018          | Überleben         |
| 9   | Simone         | 22. April 2018          | Simone            |
| 10  | En ny verden   | 29. April 2018          | Eine neue Welt    |

## Kritik
Ein bei Zeit online erschienener dpa-Artikel lobte die Serie als „großes Kino“, in den beiden weiblichen Hauptrollen ideal besetzt und „klasse erzählt“, wenn auch „nicht ganz klischeefrei“.

## Rezensionen
- Carolin Werthmann: Terroristin wider Willen. In: SZ.de vom 12. September 2018.
- «Greyzone – No Way Out»: Ein Thriller mit zehn Folgen. In: Welt, 11. September 2018.
- D.J. Frederiksson: Ein Schritt vor und zwei zurück. In: Frankfurter Rundschau, 13. September 2018.
- Julian Weinberger: Grey Zone – No Way Out: Kampf gegen den Terror in Schweden. In: Prisma.
- Louise Rugendyke: Greyzone review: Another intelligent thriller shows why Scandinavia leads the TV race. In: The Sydney Morning Herald, 1. November 2018.
- Pierre A. Wallnöfer: TV-Serie „Greyzone“: Wenn Drohnen zur Terrorwaffe werden. In: Salzburger Nachrichten, 25. Oktober 2018.
- Calum Henderson: TV review: Greyzone is every shade of black. In: The New Zealand Herald, 4. August 2018.